# همه‌خدایی
همه‌خدایی یا پانتئیسم (به انگلیسی: Pantheism) باور به این موضوع است که واقعیت با الوهیت یکسان است یا همه چیز از همه چیز ساخته شده است (خدا همه چیز است و همه چیز خداست) و خدای حاضر در بین مخلوق. باور پانتئیستی، خدای شخصی مجزا یا انسان انگاری و از این قبیل را به رسمیت نمی‌شناسد، اما در عوض طیف گسترده‌ای از آموزه‌ها را با اَشکال متفاوت و در روابط بین واقعیت و الوهیت مشخص می‌کند مفاهیم پانتئیستی به هزاران سال پیش برمی گردد و عناصر پانتئیستیک در سنتهای مختلف دینی شناسایی شده است. اصطلاح پانتئیسم توسط ریاضیدان جوزف رافسون در سال ۱۶۹۷ ابداع شد و از آن زمان برای توصیف عقاید افراد و تشکلات مختلف استفاده می‌شود.
«پانتئیسم» که از کلمات یونانی پان (به معنی همه) و تئوس (به معنای خدا) گرفته شده است، اعتقاد به این است که جهان و خدا یکی هستند. به عبارت دیگر، خداوند موجودی مجزا از عالم طبیعت نیست، بلکه خود عالم طبیعت است.
پانتئیسم به عنوان الهیات و فلسفه بر اساس کار فیلسوف قرن هفدهم باروخ اسپینوزا (به ویژه کتاب «اخلاق») در فرهنگ غربی رواج یافت. موضع پانته ایستی همچنین در قرن شانزدهم میلادی توسط جوردانو برونو، فیلسوف و کیهان‌شناس، اتخاذ شد. ایده‌های مشابه پانتئیسم پیش از قرن ۱۸ در آیین‌های جنوب و شرق آسیا وجود داشته است (به ویژه سیکیسم، هندوئیسم، صناماهیسم، کنفوسیانیسم و تائوئیسم).
واژهٔ خدا مترادف هست با قانون‌مندیِ حاکم بر امور جهان. بنا به این نظریه، خدا موجودی که جدا از این عالم باشد، نیست؛ کلّ نظام طبیعی است یا جنبه‌ای از آن جلوه گر قدرتش است یا قوّه و قدرتی که در تمام جهان انتشار و نفوذ دارد، خداست. خدا همه جا هست و همه چیز است یا در همه چیز است. این شامل همه شر و همه خیر و مترادفاً همه زیبایی و همه نقص‌ها و ضعف در جهان هستی می‌شود.
روشن است که همه‌خدایی، شکلی از بی‌دینی است، و از این رو، یک دین به‌شمار نمی‌آید. بنا بر این، چون پان‌تئیست‌ها لزوماً بی‌دین بوده و به خدای یکتای شخصی و انسان‌وار معتقد نیستند، برخی صاحب‌نظران و منتقدان دین همچون ریچارد داوکینز آن را شکلی ضعیف از بی‌خدایی (آتئیسم) یا یک نوع آتئیسم مذهبی تلقی می‌کنند. پان‌تئیسم با همه‌دادارباوری و وحدت وجود در تضاد است؛ زیرا به مجموعه جهان هستی به عنوان یک خدای یکتای شخصیت‌دار نمی‌نگرد. 
به عبارتی پان‌تئیست‌ها از کلمه خدا در معنای استعاری بهره می‌برند، نه مذهبی. برای نمونه، هنگامی که آلبرت انیشتین از مشهورترین پان‌تئیست‌ها می‌گوید: «آیا خدا قابل تغییر است» یا «می‌خواهم ذهن خدا را بخوانم» منظور از خدا قوانین فیزیک و طبیعت است. در کتاب پندار خدا، ریچارد داوکینز دربارهٔ کلمه پان‌تئیست چنین اظهار می‌کند: «پان‌تئیست کلمه جلازده شده آتئیست (بی‌خدا/خداناباور) است». 
در نگاه اول به پانتئیسم بی‌دینی از آن دریافت نمی‌شود؛ زیرا نامیدن هرچیز به عنوان خدا اساساً هیچ دینی الهی را اذیت نمی‌کند زیرا تمامی ادیان الهی بر این باورند که تمامی آنچه در آسمان‌ها و زمین است برای خداست و خدا آنهارا خلق کرده.
مفهوم همه‌خدایی به چند هزار سال پیش برمی‌گردد و حضور باورهای همه‌خدایی در برخی از ادیان شرقی ادامه دارد. در غرب، مفهوم همه‌خدایی به عنوان الٰهیّات و فلسفه‌ای جداگانه بر اساس کارهای فیلسوف سدهٔ ۱۷، باروخ اسپینوزا، مشهورترین فیلسوف معتقد به این مکتب شناخته شد. کتاب اخلاق او در پاسخ به نظریهٔ دوگانه‌گرایی معروف دکارت بود که جسم و روح دو وجود جدا هستند. اسپینوزا نظر یگانه‌انگاری را داشت که هر دو یکسان هستند، و یگانه‌انگاری یک بخش اساسی از فلسفهٔ اوست. او متّهم است به این‌که، از کلام خدا، برای توصیف وحدت همه چیز استفاده کرده است.

## همه‌خداانگاری

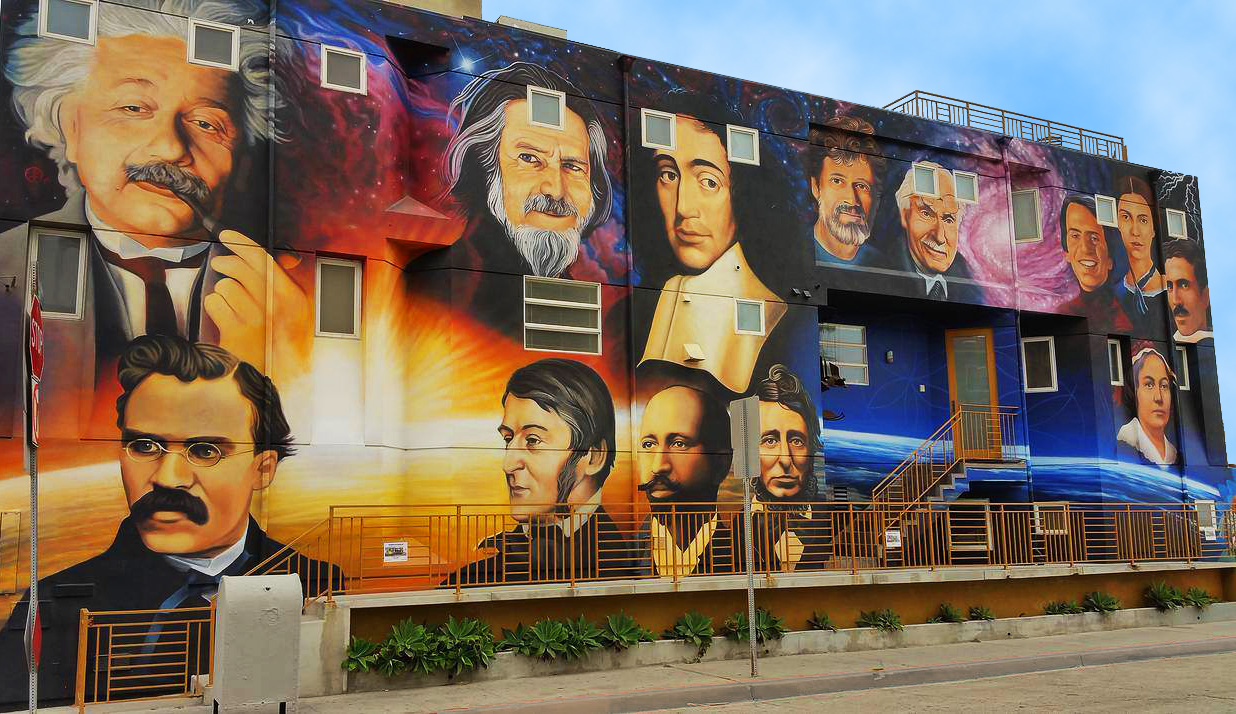
برخی از چهره‌های همه خداانگارها در تاریخ انسان

همه‌خداانگاری یک نظر است که دنیا (یا جهان) و خدا (یا پروردگار) را مانند هم می‌داند. همه‌خداانگاران به یک خدای شخصی یا انسان انگارانه یا خالق معتقد نیستند. کلمه (pantheism) مشتق شده از کلمه یونانی (pan) به معنی «همه» «از همه چیز» و (theos) به معنی «خداوند». به معنای دقیق کلمه، به این نکته اشاره می‌کند که، خداوند در فرایند ارتباطی با جهان بهتر دیده می‌شود. اگر چه اختلافاتی در همه‌خداانگاری وجود دارد اما عمدهٔ عقیده‌ها دربارهٔ کل جهان و وحدتی که همه جا را فرا گرفته و طبیعت مقدس بنا شده است.
در همه‌خداانگاری، خدا و جهان مانند هم هستند اما درخدا فراگیران خداوند محدود و دورتر یا بیرون از جهان قرار دارد.

## تاریخ

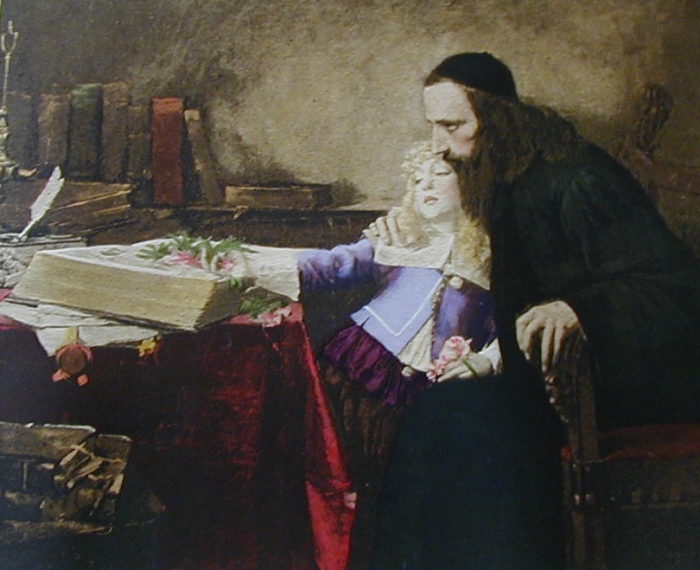
فلسفه دینی باروخ اسپینوزا بیشتر به عنوان همه‌خدایی شناخته می‌شود.

اولین بار نویسنده ایرلندی جان تولاند در انگلستان در سال ۱۷۰۵م در کتابی به نام "بیان واقعی سوسینوس گرایی از همه خداانگاری " به کار برده است. او عقایدش را در سال ۱۷۱۰ م در نامه‌ای که به گوتفرید لایب نیتس نوشته است، اصلاح کرده است و آن زمانی بوده است که او از عقیده به خداهمه -انگاری برگشته و به جهان جاوید معتقد نبوده است. به هرحال بسیاری از نویسندگان اولیه، مدارس فلسفه و مذاهب معتقد به خدای واحد، عقیده‌هایی دربارهٔ همه‌خداانگاران بیان کرده‌اند.
همه‌خداانگاری رواقیون با زنون از شهرهای کیتیون و کلومینانتن در امپراتوری فیلسوف مارسوس آرلیوس آغاز شد. در طول امپراتوری مسیحیت رم، فلسفه رواقی یکی از سه مکتب اصلی فلسفه بود که در راستای مکتب‌های ایپوگرافی و نوافلاطونی بود. تائوئیسم اولیه از لاوستی و ژانونستسی آغاز شد و در برخی مواقع همه خداانگاری مورد توجه بود.
درکشورهای غربی همه‌خداانگاری در بین سال‌های حاکمیت مسیحیت در میان قرن‌های ۱۴ تا ۱۵ میلادی، وقتی که الحاد و سنت شکنی حاکم بود، مورد اند و اقرار گرفت.
اولین پیشرفت با جوردانو برونو (سوزاندن ۱۶۰۰ شمع) آغاز شد. انتشار کتاب اخلاقیات با رواج اسپینوزا در سال ۱۶۷۵(به عنوان) منبع اصلی همه‌خداانگاری حجت را تمام کرد. اگر چه اسپینوزا بشخصه از کلمه «همه‌خداانگاری» استفاده نکرده و برخی در مورد اینکه بیشترین تمرکز او روی همه‌خداانگاری بوده است، بحث کرده‌اند.
جان تولاند نیز در کنار اسپینوزا و برونو مسائلی را انعکاس داده است. در سال ۱۷۲۰ میلادی او نوشته است همه‌خداانگاران شکلی از جشن گرفتن اجتماعی در جامعه‌ای لاتینی است. مهم‌ترین بحث همه‌خداانگاری در سال ۱۷۸۵ در آلمان بود. بحث همه‌خداانگاری میان منتقد فدریک جادوکسی و دوستش موسی مندلسون به انتشار آگاهانه همه‌خداانگاری در بسیاری افکار آلمانی در قرن‌های ۱۸ و ۱۹ میلادی کمک کرد.
قرن ۱۹

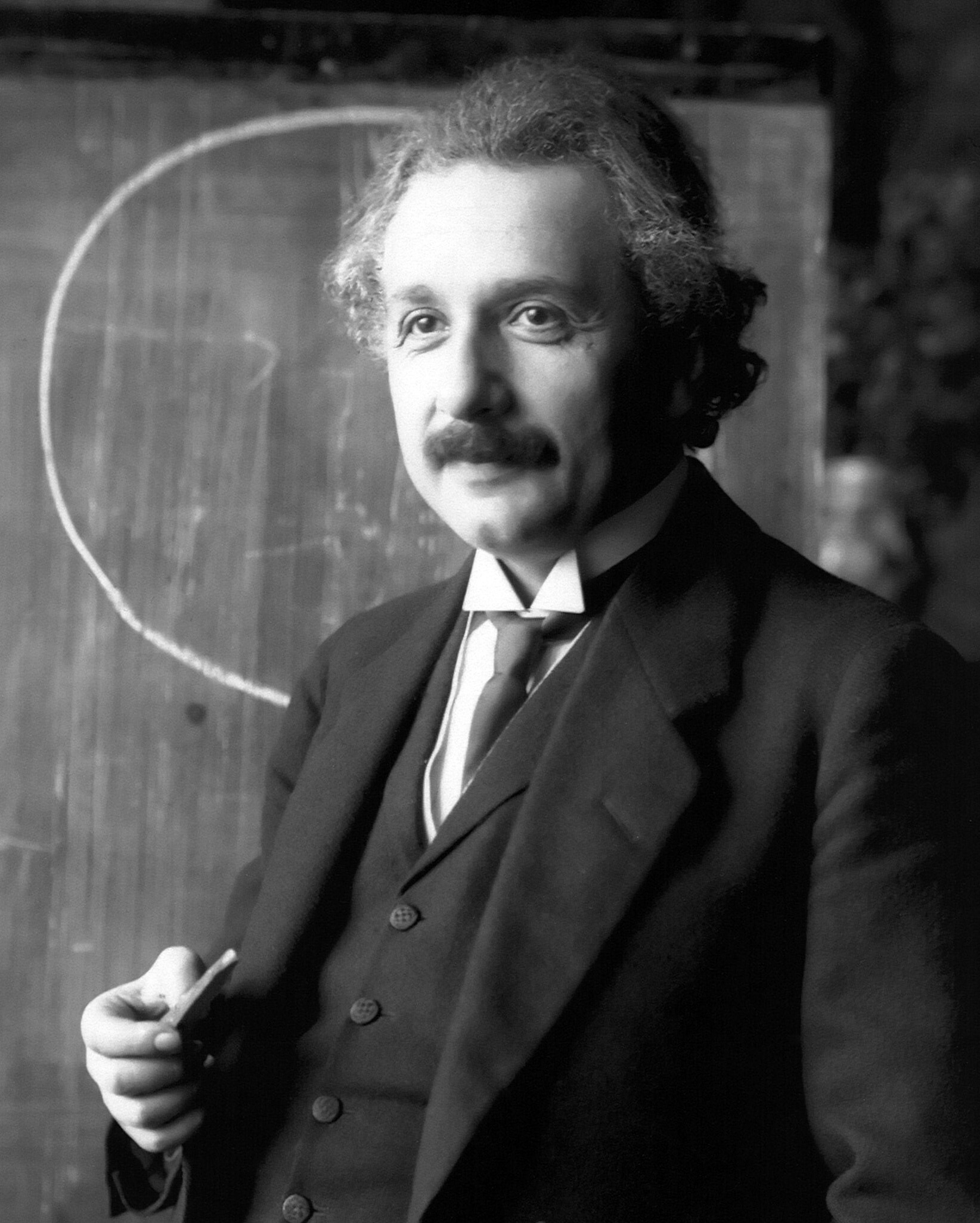
آلبرت انیشتین به عنوان یک شخصی که به همه‌خدایی باور داشت شناخته می‌شود.

در قرن ۱۹ همه‌خداانگاری مورد نظر مذاهب، بسیاری از نویسندگان مهم، فیلسوفان و بسیاری از فعالان مثل ویلیام وردرزث و ساموئل کالریج از بریتانیا، کنوت هامسون از نروژ، یوهان گوتلیب فیخته، فردیش ویلهم یوزف اشلینگ، گئورگ ویلهم و فردیش هگل از آلمان، والت ویتمن و رالف والدو امرسون و هنری دیوبدثورو از آمریکا واقع شد.
به هر حال در طی ۲۰ قرن، همه‌خداانگاری اطلاعات تازه‌ای به وسیله ایدئولوژیست‌های مدنی مثل کمونیسم و فاشیسم به وسیله آشوب‌های مخرب جنگ‌های جهانی دوم و اخیراً سنی‌گرایی فلسفی مثل اگزیستانسیالیسم و پست مدرن کسب کرد. پافشاری وحدت‌گراهای مشهور مثل نولست لاورنوس دانشمند، آلبرت انیشتن، یوت روبنسون جفرس، هنرمندان فرانک لویر، نویسنده و مورخ آرنولد توبنی مؤثر بوده است.